# 纳瓦夫·艾哈迈德·贾比尔·萨巴赫
纳瓦夫·艾哈迈德·贾比尔·萨巴赫（阿拉伯语：‎，1937年6月25日—2023年12月16日），科威特埃米尔，2020年9月29日至2023年12月16日期間在位。
他是科威特第10任埃米尔艾哈邁德·賈比爾·薩巴赫的第六子，第13任埃米尔贾比尔·艾哈迈德·萨巴赫和第15任埃米尔萨巴赫·艾哈迈德·贾比尔·萨巴赫的异母弟。

## 生平
纳瓦夫出生于1937年，1978年至2006年任科威特内政大臣。
2003年7月13日兼任副首相，并于2003年10月16日成为第一副首相。2006年1月15日，萨阿德·阿卜杜拉·萨利姆·萨巴赫即位为埃米尔，纳瓦夫代理首相一职。2006年1月29日，异母兄萨巴赫·艾哈迈德·贾比尔·萨巴赫登基，纳瓦夫于2月7日被任命为王储，打破了科威特王室90年来贾比尔支和萨利姆支轮流即位的传统。
2020年9月29日，在薩巴赫·艾哈邁德·賈比爾·薩巴赫逝世後，王儲納瓦夫·艾哈邁德·賈比爾·薩巴赫宣誓繼任科威特埃米爾。
2023年11月29日，纳瓦夫被緊急送往医院。國營電視台在2023年12月16日宣布其死訊，其弟麥沙成为新任埃米尔。

## 家庭
纳瓦夫于50年代与沙里法（Sharifa bint Sulaiman Al-Jasem）结婚，育有四子一女：
- 长子艾哈迈德（Ahmad），生于1956年，科威特信息大臣。有一子一女。
- 次子费萨尔（Faisal），1957年1月生，1984年结婚，有一女。
- 三子阿卜杜拉（'Abdullah），1958年生。
- 四子萨利姆（Salim），1960年生。
- 长女谢哈（Shaikha），嫁给了萨巴赫家族的贾比尔亲王。